# Holocheilus schulzii
Holocheilus schulzii là một loài thực vật có hoa trong họ Cúc. Loài này được (Cabrera) Cabrera mô tả khoa học đầu tiên năm 1968.